# Раждането на една нация
„Раждането на една нация“ (на английски: The Birth of a Nation) е американски пълнометражен игрален ням филм от 1915 г., режисиран от Дейвид Уорк Грифит и с участието на актрисата Лилиан Гиш. Сценарият е адаптация на романа и пиесата от 1905 г. „Мъжът от клана“ на Томас Диксън Джуниър. Грифит е съсценарист заедно с Франк Уудс и продуцент заедно с Хари Айткън.
Филмът е епична история и проследява отношенията между няколко американски семейства по време на Гражданската война и последвалата Реконструкция.
Обявен е за един от най-противоречивите и расистките филми в историята на киното.

## Сюжет
Семейство Камерън от Пийдмонт, Южна Калифорния, е посетено от Фил и Тед, братя от фамилията Стоунмънс (Севера). По-големия брат Фил се влюбва в Маргарет Камерън, дъщеря на Камерънови. Бен Камерън, братът на Маргарет, от своя страна се влюбва в единствената сестра на гостите, Елси Стоунмън, след като вижда нейна снимка. Приятелството на Фил и Тед е прекратено с обявяването на Американската гражданска война. Стоунмънови и Камерънови се присъединяват във враждуващите армии. Последиците от войната върху живота на двете фамилии са проследени и свързани с някои от историческите събития по това време, като например убийството на Линкълн и създаването на Ку-клукс-клан.
Афроамериканското население се възползва от победата на Севера и пуска фалшиви бюлетини в Южна Калифорния и забранява на мнозина бели американци да гласуват. Сформира се расистката групировка Ку-клукс-клан. Враг на „отмъстителите“ лейтанат-губернатора на Южна Калифорния мулата Силас Линч, който се опитва да принуди Елзи Стоунман, дъщерята на водец аболюционист и конгресмен, да се омъжи на него. Новината достига до Бен Камерън, водач на бялата „чета“. Той предотвратява женитбата и накрая се жени за Елза.

## Актьорски състав
| актьор           | превъплъщение         |
| ---------------- | --------------------- |
| Лилиан Гиш       | Елси Стоун мън        |
| Елмър Клифтън    | Фил Стоунмън          |
| Мей Марш         | Флора Камерън         |
| Хенри Б. Уолтхол | Полковник Бен Камерън |
| Мериъм Купър     | Маргарет Купър        |
| Мери Алдън       | Лидия Браун           |
| Беси Лъв         | Момиче от Пийдмонт    |
| Раул Уолш        | Джон Уилкс Бут        |
| Доналд Крисп     | Юлисис Грант          |
| Хауърд Гей       | Робърт Лий            |
| Джоузеф Хенабъри | Ейбрахам Линкълн      |

## Производство
През 1911 г. студио Kinemacolor Company of America произвежда чрез техниката за оцветяване Kinemacolor филм на име „Мъжът от клана“ (The Clansman), който в последвствие е изгубен. Лентата е снимана в американския юг и е режисирана от Уилям Ф. Хаддок. Франк Е. Ууд, сценариста на филма, показва сценария на Грефит и режисьора решава да направи своя собствена адаптация на романа, озаглавена „Раждането на една нация“.
Първоначално филма носи заглавието „Мъжът от клана“, но е променено скоро след премиерата.

## Влияние
Между почитателите на филма е президента Удроу Уилсън. По негово нареждане „Раждането на една нация“ става първия прожектиран филм в Белия дом. Практически лентата води до възраждането на Ку-клукс-клан. След излизането на лентата членовете на цивилната милиция нарастват драстично. През 20-те години достигат до 3 000 000 и 6 000 000 души.

## Критика
Афроамериканските персонажи са изиграни от бели актьори, „наплескани“ по лицата с черна боя. Те са представени като „груби, опасни и глупави“. Френския кинокритик Жорж Садул обвинява филма, че представя „необуздан расизъм“, като дори остава зад себе си расизма в „Отнесени от вихъра“. Критикът продължава с това, че чернокожите са представени като „заслепени роби или безразсъдни престъпници“. Ку-Кукс-Клан са обрисувани като „героична армия на честните американци“.